# Вулиця Василя Біднова (Київ)
Ву́лиця Василя Біднова — вулиця в Деснянському районі міста Києва, селище Биківня. Пролягає від Ушицької вулиці до провулку Радистів.

## Історія
Вулиця виникла в 2010-ті роки під проектною назвою Проектна 13067. Назва на честь українського громадського і культурного діяча, історика української церкви, члена Центральної ради Василя Біднова - з 2017 року.